# Juan Bañuelos
Juan Bañuelos (Tuxtla Gutiérrez, México, 6 de octubre de 1932-Ciudad de México, 29 de marzo de 2017) fue un poeta, ensayista, editor y catedrático universitario mexicano.

## Biografía
Realizó estudios de derecho, letras hispánicas, filosofía y ciencias diplomáticas en la Universidad Nacional Autónoma de México (UNAM), en donde coordinó, además, los talleres de poesía, junto a los de otras universidades, como las de Chiapas, Guerrero, Querétaro y Sinaloa.
Fue miembro fundador del Ateneo de Chiapas. En su obra, abunda la defensa de los pueblos originarios, y en 1994 defendió junto a éstos el Levantamiento zapatista, lo que le valió el nombramiento como titular de la Comisión Nacional de Intermediación, que organizaba las mesas de diálogo entre el gobierno mexicano y el Ejército Zapatista de Liberación Nacional. Falleció el 29 de marzo de 2017, a los 84 años de edad.

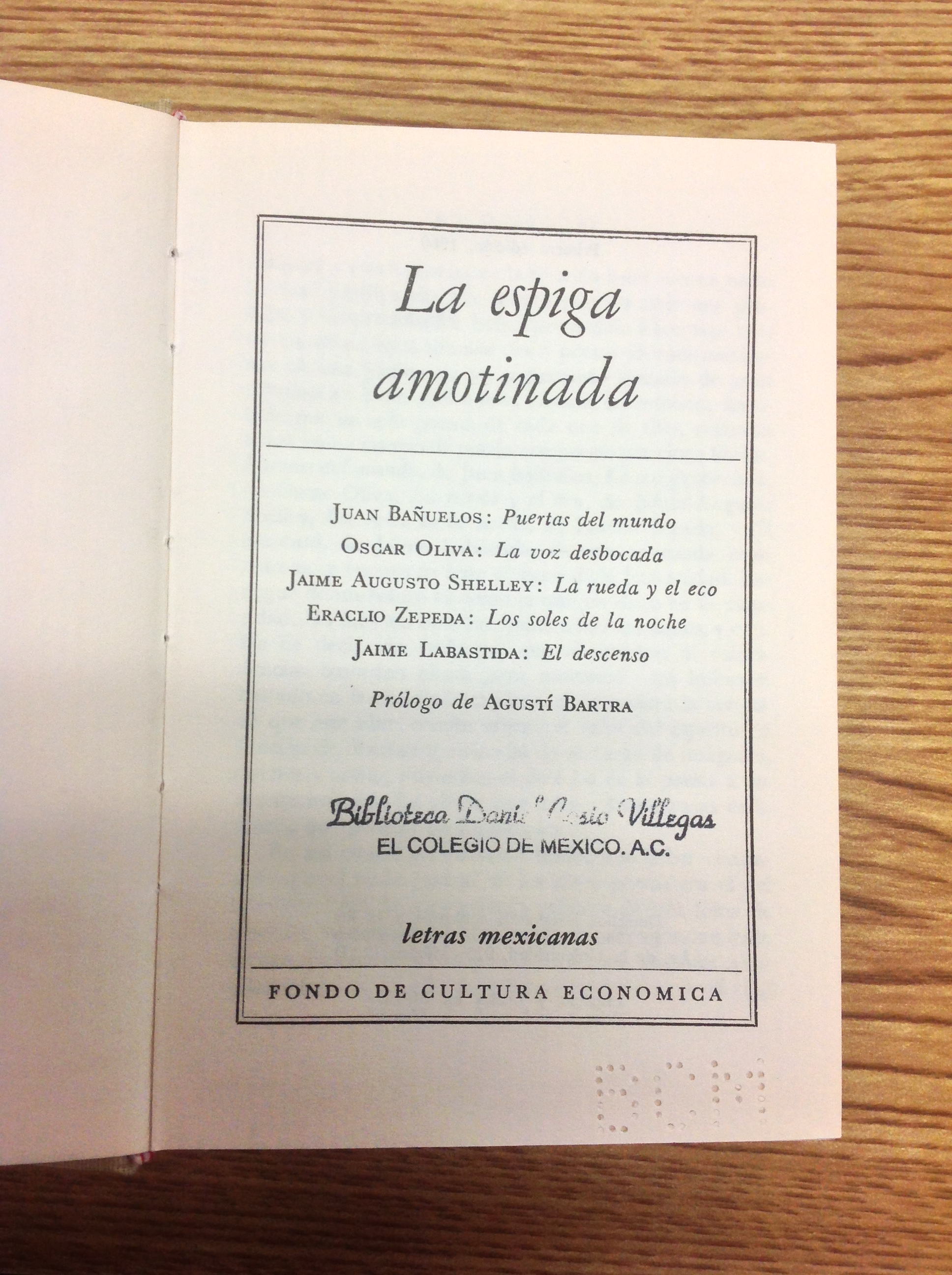
Primera edición de La espiga amotinada (1960)

## La espiga amotinada
Bañuelos se caracteriza por haber formado parte del grupo de poetas La espiga amotinada, donde publicó sus primeros poemas, junto con Óscar Oliva (1937), Jaime Augusto Shelley (1937), Eraclio Zepeda (1937-2015) y Jaime Labastida (1939).  La espiga amotinada reúne en un solo tomo las siguientes obras:
- Puertas del mundo - Juan Bañuelos
- La voz desbocada - Óscar Oliva
- La rueda y el eco - Jaime Augusto Shelley
- Los soles de la noche - Eraclio Zepeda
- El descenso - Jaime Labastida

La primera edición de La espiga amotinada fue publicada en 1960 por el Fondo de Cultura Económica, y el prólogo fue escrito por el poeta español Agustí Bartra.

## Ocupación de la palabra
Cinco años después de la publicación de La espiga amotinada el mismo grupo de poetas publicó en 1965 Ocupación de la palabra, libro que, según los especialistas, recibe dicho nombre ya que "subraya la misión que debe tener la palabra, entendida por sus autores como signo poético".

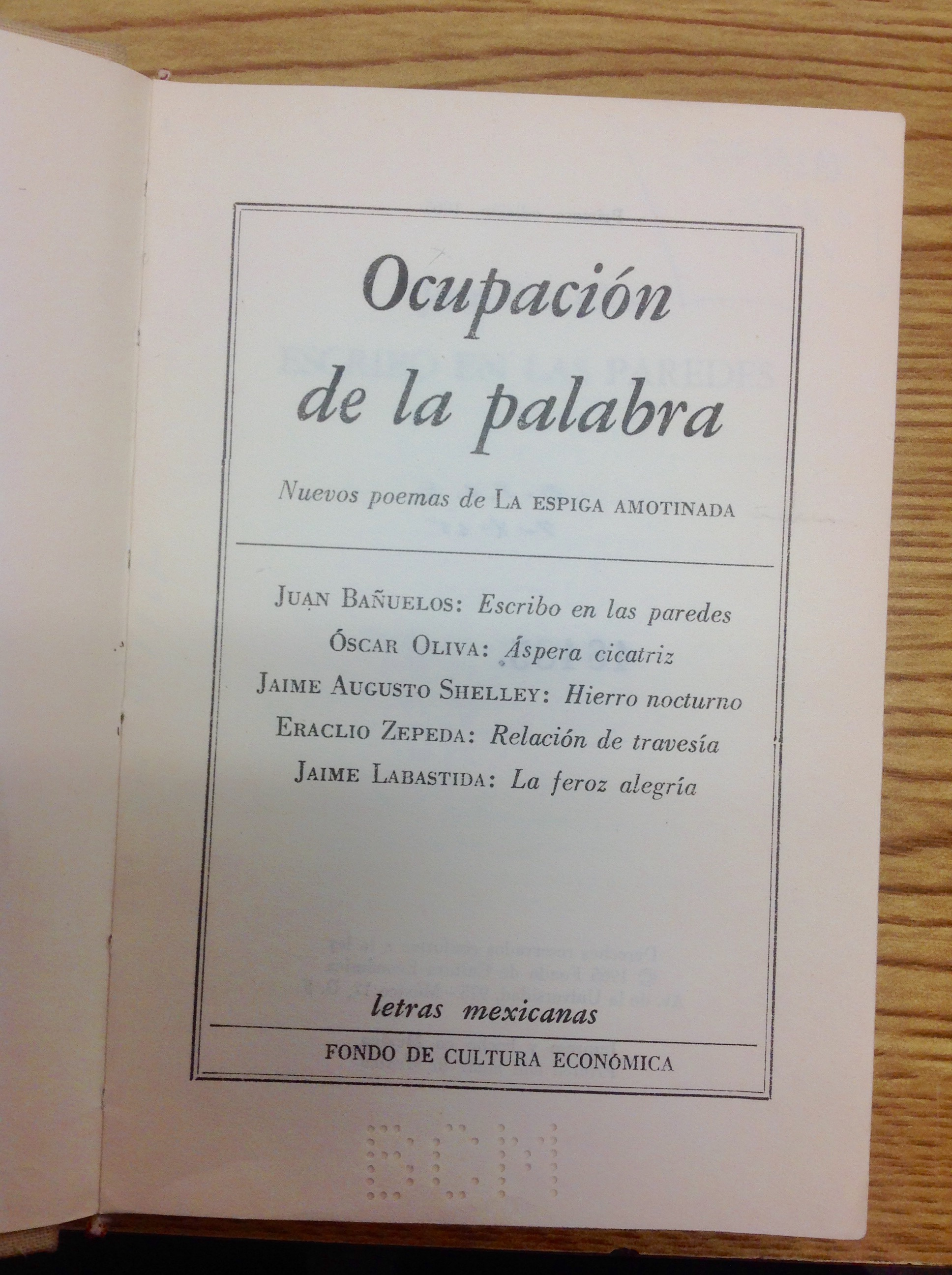
Primera edición de Ocupación de la palabra (1965)

La primera edición fue publicada por el Fondo de Cultura Económica, y no contó con un prólogo escrito por otro poeta, como en el caso de La espiga amotinada.
Este tomo reunía las siguientes obras:
- Escribo en las paredes - Juan Bañuelos
- Áspera cicatriz - Óscar Oliva
- Hierro nocturno - Jaime Augusto Shelley
- Relación de travesía - Eraclio Zepeda
- La feroz alegría - Jaime Labastida

## Obras
Su obra fue difundida por la BBC en ocho idiomas: alemán, búlgaro, checo, húngaro, noruego, polaco, rumano y sueco.
La siguiente es una enumeración incompleta de sus obras:
- "Puertas al mundo" - La espiga amotinada (1960)
- "Escribo en las paredes" - Ocupación de la palabra (1965)
- Espejo humeante (1968)
- No consta en actas (1978)
- El traje que vestí mañana (antología personal) (1980)
- Destino arbitrario (1982)
- A paso de hierba (2002)
- Vivo, eso sucede (2012)

## Premios
A lo largo de su vida, Bañuelos obtuvo, entre otros premios, los siguientes:
- Premio Nacional de Poesía Aguascalientes (1968)
- Premio Chiapas en Arte (1984)
- Premio Nacional Carlos Pellicer (2001)
- Premio de Poesía José Lezama Lima (2005)